# 段寧 (天順進士)
段寧（1421年—？），字伯安，陝西平涼府平涼縣人，明朝政治人物。進士出身。

## 生平
陝西鄉試第十六名。天順元年（1457年）丁丑科會試第二百六名，殿試登進士第三甲第一百七十二名。

## 家族
曾祖父段文彬。祖父段士能。父亲段亨。